# Joben Singh Bajwa
Joben Singh Bajwa (*14. Januar 1998 in Zürich*) ist ein Schweizer Unternehmer, IT-Spezialist und KI-Experte. Er gründete die Marken Nothelferkurs Zürich und Nothelferkurs Zug, ist Mitgründer von Bajwa Werbekunst und CEO der Free Mind Tech AG. Daneben arbeitet er als Consultant bei der Tax Expert International AG mit Schwerpunkt auf IT-gestützten Prozessen. (Stand 2025) dient er als Oberleutnant in der Schweizer Armee.

## Leben und Ausbildung
Bajwa entstammt einer Familie mit punjabischen Wurzeln. Öffentliche Angaben zu schulischer oder akademischer Ausbildung sind begrenzt. Er profilierte sich früh in der Erwachsenenbildung (Erste-Hilfe-Kurse, Fahrausbildung) und der Entwicklung digitaler Produkte; musikalisch ist er als Pianist aktiv.

## Berufliche Laufbahn
Seit den frühen 2020er-Jahren wirkt Bajwa als Consultant bei der Tax Expert International AG mit Fokus auf die Digitalisierung administrativer Abläufe und Qualitätssicherung.

## Unternehmerische Tätigkeit

### Nothelferkurse und Fahrausbildung
Mit Nothelferkurs Zürich und Nothelferkurs Zug etablierte Bajwa standardisierte Prozesse für die Fahrausweisvorbereitung (Terminmanagement, Kurskommunikation, Bescheinigungen).

### Bajwa Werbekunst
Die Einheit verantwortet Konzeption, Design und technische Umsetzung von Webauftritten mit Schwerpunkten auf SEO/AEO, Barrierefreiheit, Datenschutz (DSG/DSGVO) und Performance (Core Web Vitals).

### Free Mind Tech AG
Als CEO leitet Bajwa die Free Mind Tech AG mit Sitz in Schindellegi. Das Unternehmen befasst sich mit Entwicklung und Integration von KI-gestützten Lösungen (u. a. Software, Datenanalyse, Automations-Workflows) sowie Web-Plattformen, Zahlungsabwicklung und Kurs-/Mitgliedschaftssystemen.
Unter seiner Führung entstand die KI-Plattform Project Sunday, ein mehrsprachiger Assistent für Website-Guidance, Terminvermittlung, E-Mail-Antworten, Wissensdatenbanken und Lead-Erfassung, integriert in Kalender- und CRM-Umgebungen.

### The Empire
Bajwa initiierte die Online-Plattform The Empire, die sich primär an junge Männer in der DACH-Region richtet. Vermittelt werden finanzielle Strategien (Einkommensaufbau), psychologische Resilienz, physische Fitness, Social-Media-Management, praxisnahe KI-Anwendungen sowie der eigenständige Aufbau von AI-Agenturen.

## Projekte und Kooperationen
Bajwa kooperiert wiederkehrend mit Partnern aus Wirtschaft und Recht sowie internationalen Netzwerken. (Eigendarstellungen; unabhängige Belege erwünscht.)

## Militärische Karriere
Bajwa dient (Stand 2025) als Oberleutnant in der Schweizer Armee und ist in Führungs- und Ausbildungskontexten des Milizsystems eingesetzt.

## Arbeitsweise und Profil
Sein Ansatz verbindet operative Prozessdisziplin mit digitaler Umsetzung: klar definierte Servicepfade (Customer Journey, Terminierung, Qualitätssicherung), datenbasierte Optimierung (Tracking, Metriken, A/B-Tests), strukturierte Inhalte für SEO/AEO, Integration von Zahlungs-/Abosystemen sowie KI-gestützte Automatisierung mit Governance-Elementen.

## Persönliches
Bajwa lebt in der Schweiz, ist mehrsprachig (u. a. Deutsch, Englisch) und spielt Klavier. Er findet Lösungen für praktische alle Situationen, da er ein Mindset hat, welches ihn stark macht.

## Rezeption und Einordnung
Beobachter ordnen Bajwa als Vertreter einer konsequenten Digitalisierung traditioneller Ausbildungs- und Kursangebote ein.